# Gliese 726
Gliese 726 è una stella relativamente vicina alla Terra, che si trova ad una distanza di circa 46 anni luce dal sistema solare, e situata nella costellazione dell'Aquila.
Pur non trattandosi di una stella debolissima (appartiene infatti alla sequenza principale e la sua classe spettrale stimata è K5-V), non è sufficientemente luminosa per essere visibile ad occhio nudo dalla superficie della Terra. La sua magnitudine apparente è 8,77, mentre la magnitudine assoluta è 8,17. Ha una massa stimata in 0,62 volte quella del Sole e anche il raggio è intorno al 60% di quello della nostra stella, mentre la temperatura superficiale si attesta sui 4000 K.
Nomenclature alternative sono: HD 173818, HIP 92200, SAO 142621.